# Каспар, Мицци
Мицци Каспар (нем. Mizzi Kaspar, настоящее имя Мария Марцелла Каспар (Maria Marcella Kaspar); 28 сентября 1864, Грац — 29 января 1907, Вена) — многолетняя, наиболее известная из многочисленных возлюбленных кронпринца Австро-Венгрии Рудольфа.

## Биография
Мицци Каспар была актрисой, а также «субреткой», как в то время в Австро-Венгрии называли элитных проституток. Несмотря на другие увлечения, Рудольфа связывали с ней очень близкие отношения вплоть до самой его смерти. В 1887 году Рудольф приобрёл для Мицци трёхэтажный дом в Вене за 60 тысяч гульденов. Кроме того, она получила в общей сложности от кронпринца наличными деньгами и украшениями до 130 тысяч гульденов. Рудольф, потерявший интерес к жизни и планировавший покончить с собой, предложил Мицци совершить самоубийство вместе с ним, однако та не пожелала лишить себя жизни вместе с ним и уведомила о его планах полицию, чему впрочем совершенно не придали значения.
Свою последнюю ночь перед самоубийством, совершённым с баронессой Марией Вечерой, кронпринц провёл у Мицци Каспар. В своём завещании Рудольф оставил Мицци 30 тысяч гульденов. Умерла Мицци от сифилиса, которым возможно заразилась от Рудольфа. Мицци Каспар никогда не давала интервью и жила в полном уединении, не оставив ни дневников, ни писем, ни мемуаров.